# Кім Джан Мі
Кім Джан Мі  (кор. 김 장미, 25 вересня 1992) — південнокорейський стрілець, олімпійська чемпіонка.

## Виступи на Олімпіадах
| Олімпіада           | Дисципліна                  | Місце |
| ------------------- | --------------------------- | ----- |
| Лондон 2012         | пневматичний пістолет, 10 м | 13    |
| Лондон 2012         | спортивний пістолет, 25 м   | 1     |
| Ріо-де-Жанейро 2016 | спортивний пістолет, 25 м   | 9     |